# Margarita Parra Álvarez
Margarita Parra Álvarez (València, 5 de novembre de 1958) és una química valenciana. Catedràtica de la Universitat de València del Departament de Química Orgànica des del 2010. Des del 2022 és la màxima responsable del centre d'investigació de salut, alimentació, seguretat i medi ambient.

## Biografia
Margarita Parra Álvarez va néixer a València el 5 de novembre de 1958. Va ser la filla única d'un advocat d'origen valencià i d'una secretària d'origen madrileny.
Va realitzar els seus estudis a la ciutat de València i posteriorment va ingressar en la Universitat. Des de petita va estar molt interessada per la química.
Va començar els seus estudis en 1976 a la Facultat de Química de la Universitat de València. Es va especialitzar en la branca de Química Orgànica i posteriorment es va doctorar en Química en 1986 en la Universitat de València amb una tesi sobre els components químics de Centaurium linarifolium. Va ser becària investigadora de 1983-1986.
En obtenir el doctorat va rebre una plaça com a professora ajudant  (1986-1988), la qual cosa va poder compaginar amb una estada d'un any posdoctorat a l'Imperial College London.
Aquests estudis realitzats li van permetre obtenir una plaça com a professora EU interina fins a 1990. Després va esdevenir professora de la Universitat de València, una tasca que va dur a terme del 1991 al 2010.
També va ser coordinadora del projecte de Grau en Química de la Universitat de València. A l'octubre de 2010 va ser nomenada catedràtica de la Universitat de València en l'àrea de química orgànica.
A mitjans de la dècada del 2020 es dedica a la càtedra i a la docència en la Universitat de València.
Així mateix, col·labora en la recerca de l'Institut Interuniversitari de Recerca de Reconeixement Molecular i Desenvolupament Tecnològic (IDM).
Les seves línies de recerca estan relacionades amb l'estructura i radioactivitat de dianions d'àcids carboxílics, l'aillament i caracterització de productes naturals i els quimiosensors.
En 2023 va ser reconeguda com una de les 25 persones més influents a Espanya en l'àrea de ciència i tecnologia.